# Bibliothèque humaniste
La Bibliothèque humaniste de Sélestat, en Alsace, est installée depuis 1889 dans l'ancienne halle aux blés de cette commune du Bas-Rhin. Cet édifice fut construit par Gustave Klotz entre 1843 et 1845 sur l'emplacement de l'ancienne douane, au cœur du centre-ville historique, non loin de l'église gothique Saint-Georges et de l'église romane Sainte-Foy.
Après quatre ans de fermeture dans le cadre d'un projet de restructuration et de mise aux normes, la bibliothèque, réaménagée par Rudy Ricciotti, a rouvert ses portes le 23 juin 2018.
Elle possède un fonds important de manuscrits médiévaux et d'imprimés des XVe et XVIe siècles, en particulier les quelque 670 volumes reliés en cuir de la bibliothèque personnelle de l'humaniste alsacien Beatus Rhenanus, inscrite en 2011 au Registre « Mémoire du monde » de l’UNESCO.

## Collections

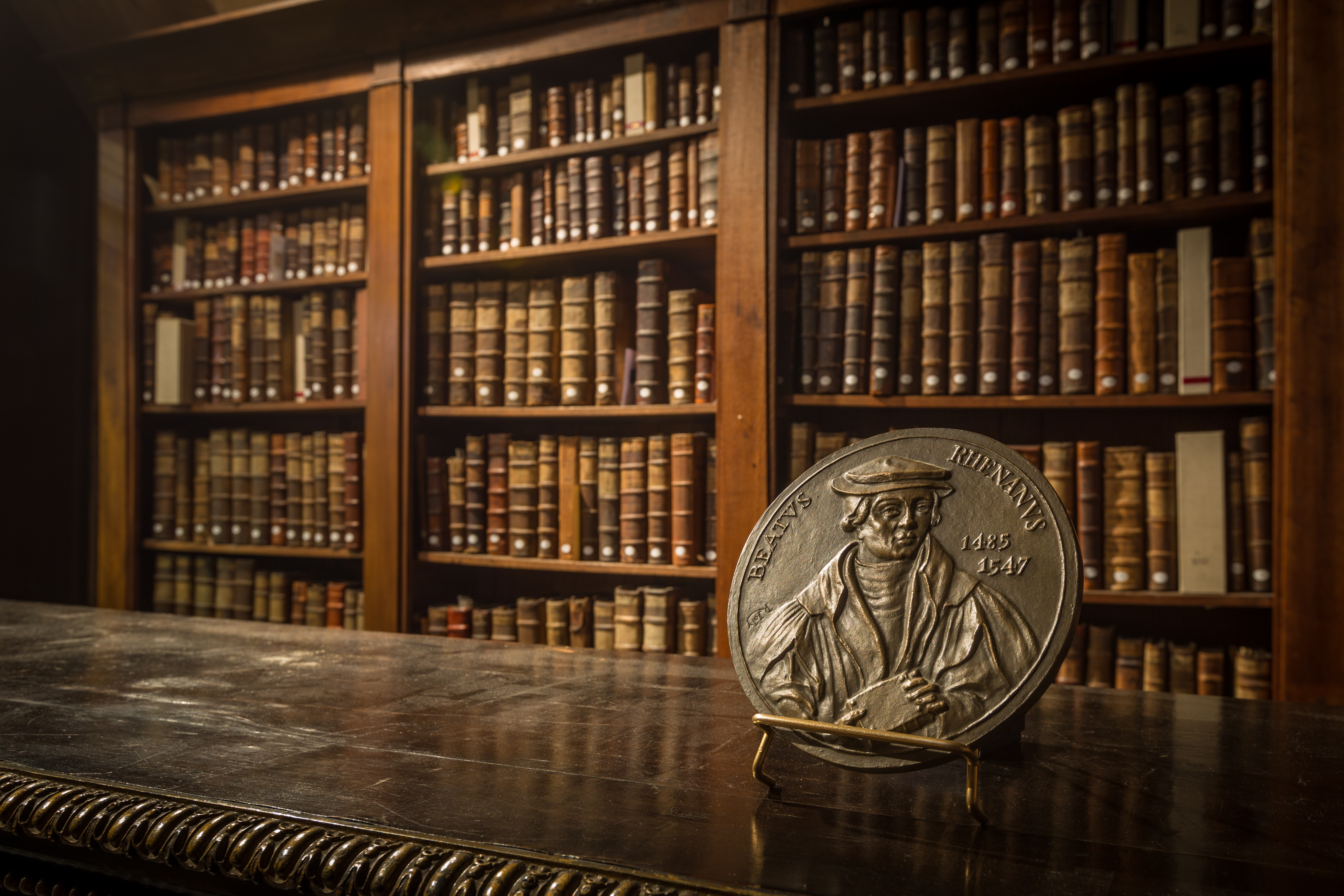
La bibliothèque de Beatus Rhenanus

La Bibliothèque humaniste de Sélestat comporte un vaste fonds de manuscrits et livres anciens –  qui attire des chercheurs d'Europe et du monde –  provenant essentiellement de la bibliothèque paroissiale et de la bibliothèque personnelle de Beatus Rhenanus (1485-1547), qui en fit don à sa ville natale. Depuis le 26 mai 2011, cette dernière, riche de quelque 670 volumes, est officiellement inscrite au Registre « Mémoire du monde » de l’UNESCO. Ce label, qui référence des œuvres représentatives du patrimoine documentaire mondial, souligne « l'intérêt exceptionnel et le caractère unique et irremplaçable » de la bibliothèque du plus célèbre des humanistes alsaciens, la seule d’un grand humaniste dont l’ensemble soit resté pratiquement intact.
Il offre aussi de nouvelles perspectives à ce haut lieu intellectuel d’Alsace qu'est la ville de Sélestat, propriétaire de la collection, qui en escompte une fréquentation accrue par les chercheurs et les touristes, surtout depuis la réouverture dans des locaux entièrement réaménagés.
La Bibliothèque humaniste conserve également une partie des archives de la ville de Sélestat.

## Histoire
La Bibliothèque humaniste réunit la bibliothèque paroissiale et la bibliothèque personnelle de Beatus Rhenanus, auxquels se sont ajoutés au fil des siècles des achats et des dons d’ouvrages anciens.

### La bibliothèque de l’école latine
L’histoire de la bibliothèque paroissiale débute en 1452 avec le don de Johannes von Westhuss, recteur de l’église paroissiale de Sélestat. Cette marque de générosité entraîne une série de donations de livres, souvent de la part d’anciens élèves de l’école latine de Sélestat.
La bibliothèque paroissiale ainsi constituée comprend des ouvrages destinés à la célébration des offices et des livres qui servent à l’enseignement de l’école latine.
Conservés dans l’église Saint-Georges, les ouvrages sont munis d’une chaîne pour les protéger du vol.
Bien qu’il n’existe à ce jour aucun catalogue de la bibliothèque paroissiale, une étude parue en 2002 recense 160 volumes répartis entre manuscrits et imprimés, reflétant ainsi la transition entre le livre manuscrit et le livre imprimé.

### La bibliothèque de Beatus Rhenanus
Natif de Sélestat et ancien élève de l’école latine, Beatus Rhenanus lègue à sa mort, en juillet 1547, sa bibliothèque à sa ville natale. Elle est constituée de 423 volumes, contenant 1 287 œuvres et 41 manuscrits répartis dans divers recueils, auxquels il faut ajouter 33 manuscrits anciens et 255 lettres autographes. On y trouve aussi des travaux personnels, comme ses cahiers d'écolier et des notes de cours, qui sont autant de témoignages précieux de l’enseignement dont a bénéficié le jeune Beat Bild.
Cette collection atteste sa soif de connaissances, son activité de correcteur et d’éditeur pour les grands imprimeurs européens et ses liens d’amitié avec les plus grands érudits de son temps, comme Érasme de Rotterdam. Reflet de l’esprit universel caractéristique des humanistes, elle contient des textes d'auteurs latins et grecs mais aussi quelques textes en hébreu.
D’abord déposée dans la chancellerie municipale et rangée avec les archives de la ville, puis déménagée à la douane, la bibliothèque de Beatus Rhenanus rejoint finalement, en septembre 1757, les ouvrages de la bibliothèque paroissiale à l’église Saint-Georges.

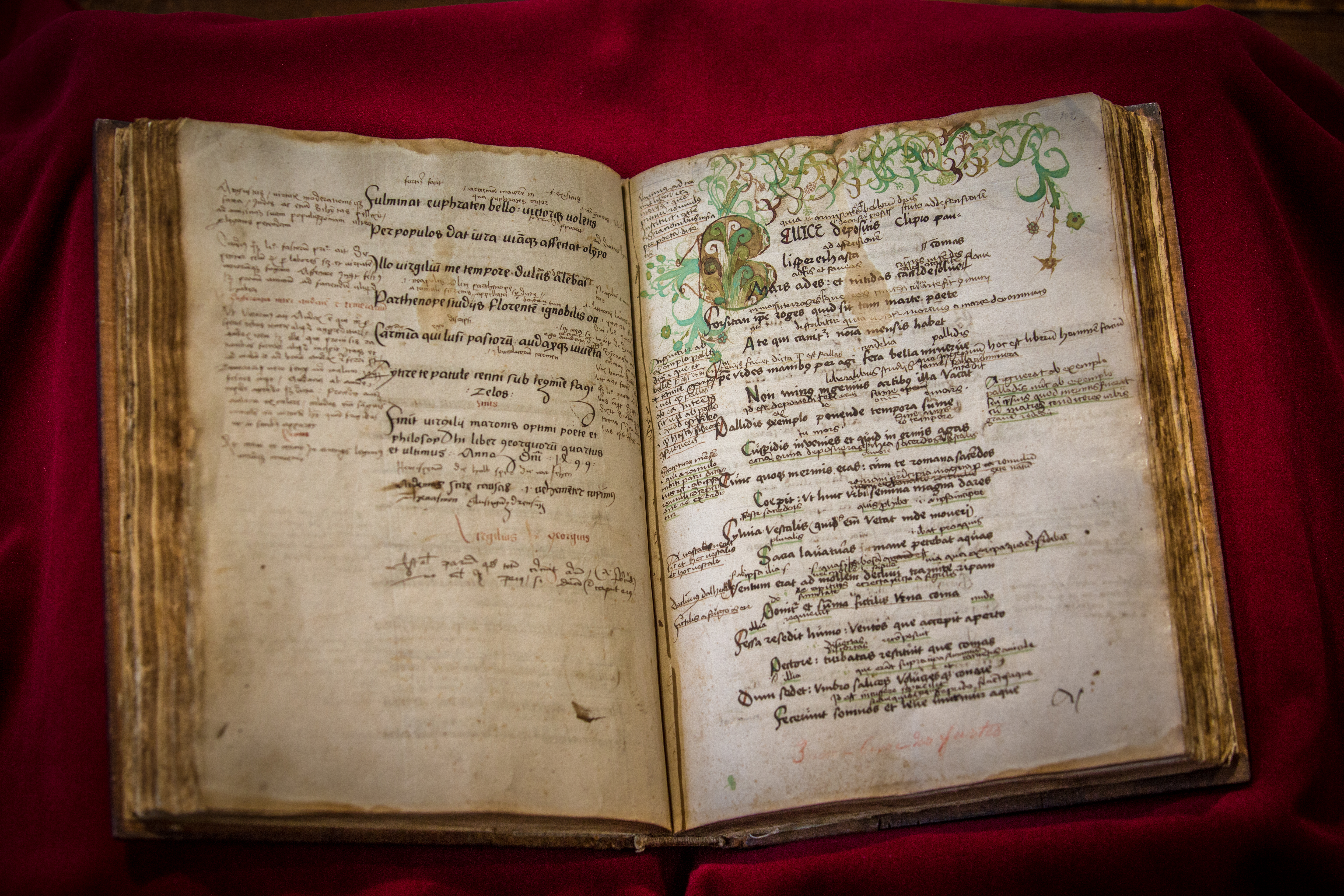
Cahier d’écolier de Beatus Rhenanus, XVe siècle.
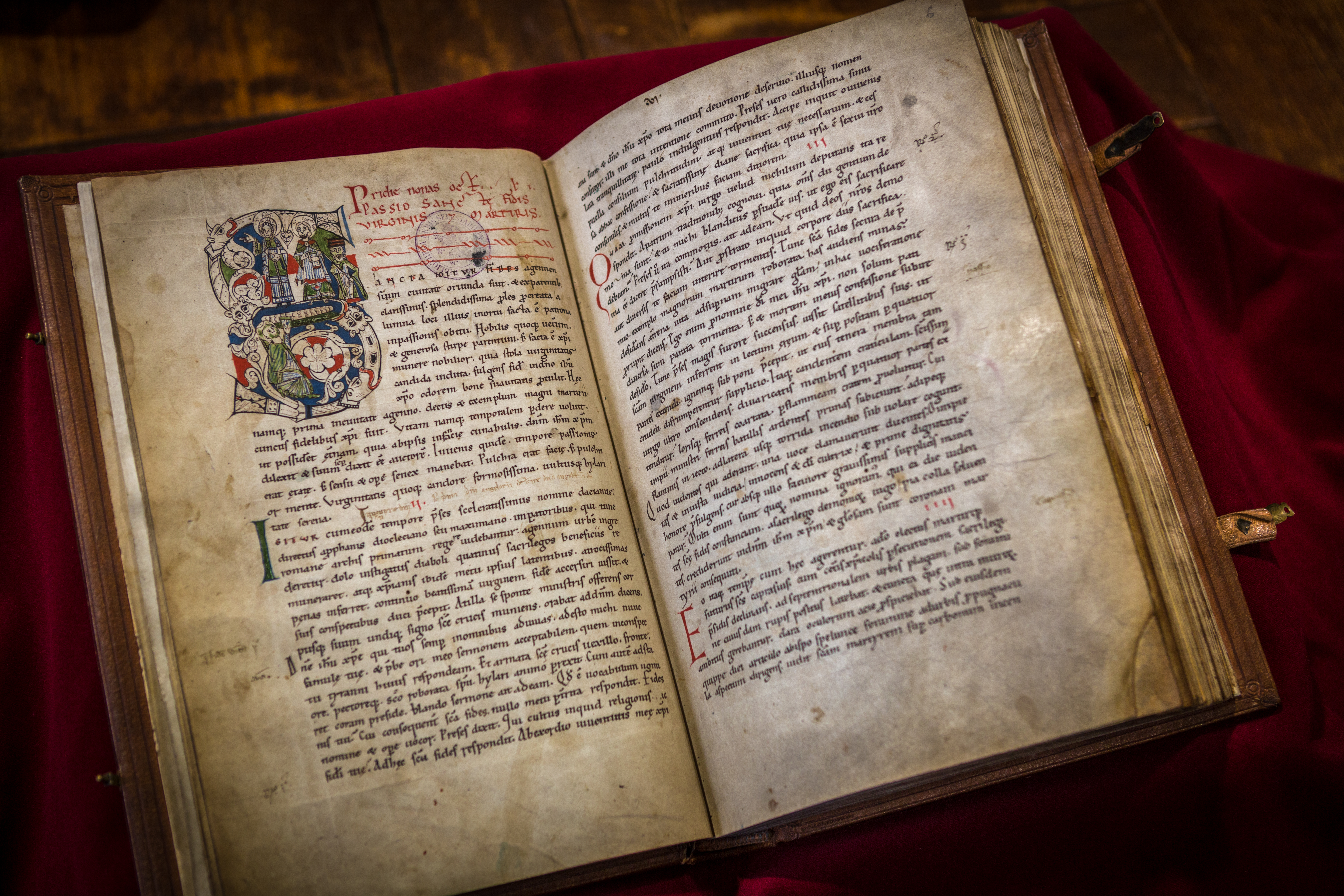
Livre des miracles de Sainte-Foy.
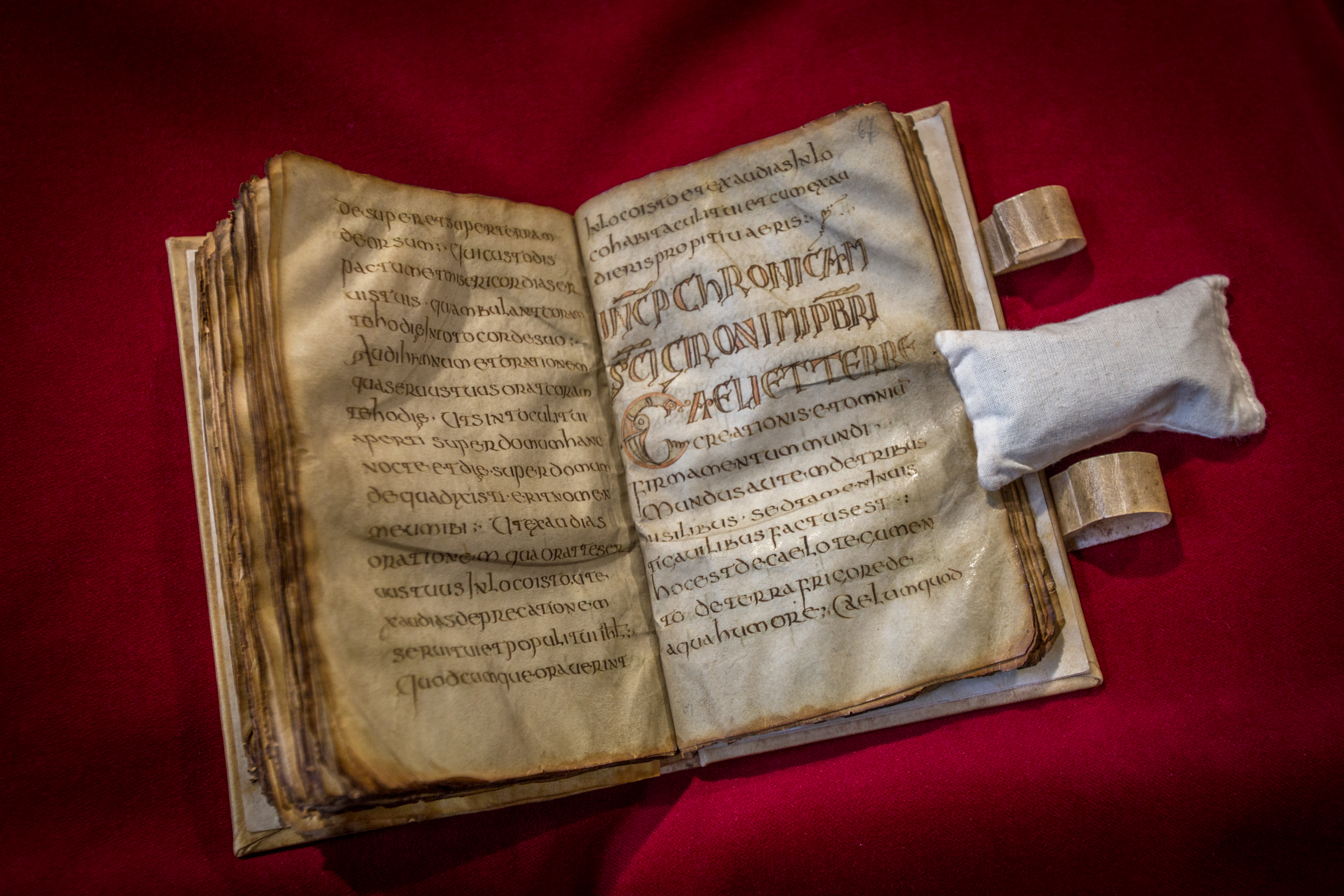
Lectionnaire mérovingien (VIIe siècle).
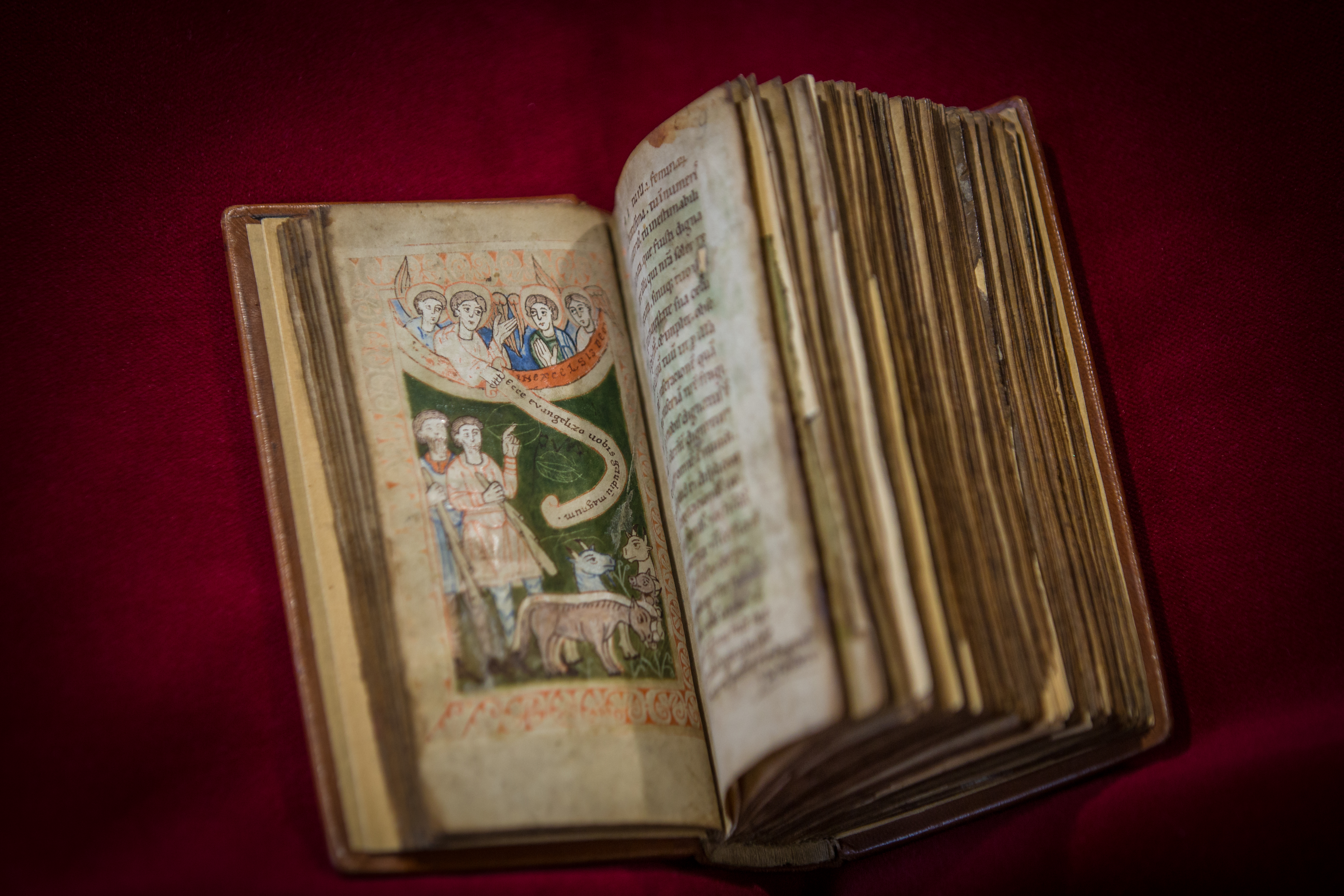
Liber precum, XIIe siècle.

En 2011, cinq ans après la décision de concourir, l’inscription de la bibliothèque de Beatus Rhenanus au Registre Mémoire du monde de l’UNESCO signe la reconnaissance de l’universalité et la valeur de ce fonds ancien.

### Enrichissement et valorisation
En 1840, les fonds de la bibliothèque paroissiale et ceux de la bibliothèque de Beatus Rhenanus sont installés au 2e étage de la mairie, alors transformé en bibliothèque de lecture publique.

#### L'installation dans la halle aux blés

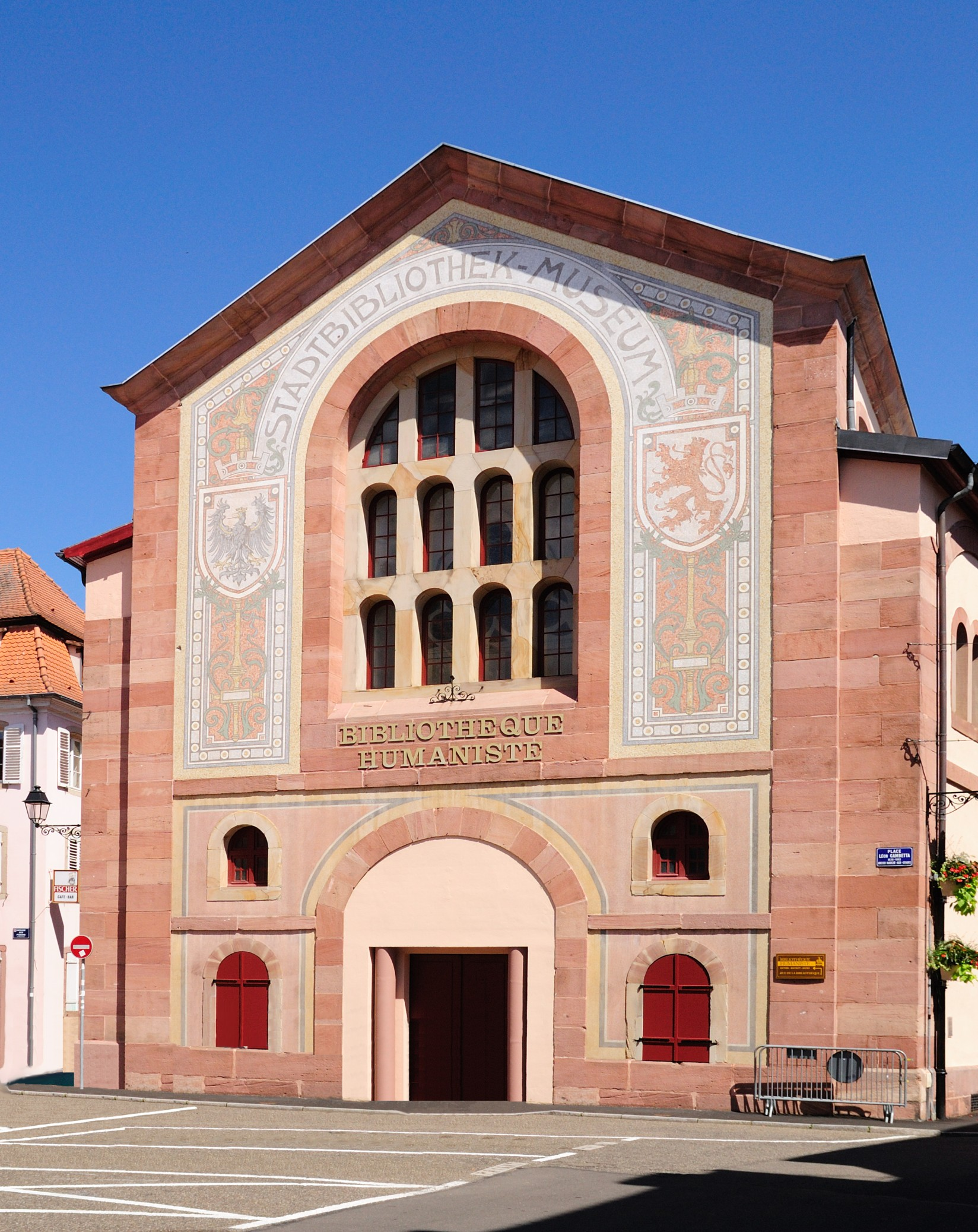
Mosaïque de la façade ouest, place Gambetta (entrée avant 2018).

La halle aux blés a été construite par Gustave Klotz entre 1843 et 1845 dans un style néo-roman. En 1888, alors que le marché aux grains entame son déclin, la ville décide de créer un étage dans la halle. C'est là que s'installe la Bibliothèque humaniste, en mai de l'année suivante. De cette époque date la vocation touristique de la Bibliothèque humaniste, comme en témoignent certaines mentions dans les guides touristiques dès la fin du XIXe siècle. En 1909, alors que le rez-de-chaussée sert toujours de marché aux grains, le musée et les archives communales rejoignent la bibliothèque. Depuis 1907 une mosaïque de César Winterhalter recouvre la façade, au dessus de l'entrée. L'inscription centrale : STADTBIBLIOTHEK MUSEUM, est encadrée à droite par le lion figurant sur le blason de la ville de Sélestat et à gauche par l’Aigle impérial allemand. En 1958, l’aménagement de la grande salle avec des vitrines permet d’exposer certains ouvrages notables. Lors de la création de la médiathèque intercommunale, en 1997, la mission de lecture publique y est transférée. La Bibliothèque humaniste peut se recentrer sur ses missions de conservation et de mise en valeur des collections.
Les collections n’ont cessé de s’enrichir tout au long des XIXe et XXe siècles grâce à des achats et des dons. Elles sont aujourd’hui constituées de 460 manuscrits (anciens et modernes), de 550 incunables et près de 2 500 imprimés du XVIe siècle et du XVIIIe siècle, et 1 600 du XVIIe siècle, dont beaucoup ont été numérisés.

#### Restructuration de la Bibliothèque humaniste
La ville de Sélestat décide en 2014 de transformer en profondeur le bâtiment en lançant un concours conception-construction, remporté par un groupement composé par Demathieu Bard-Construction, mandataire ; l’agence Rudy Ricciotti ; Thalès Architectures et les bureaux d’études conception Lamoureux et Ricciotti Ingénierie, et Ingérop Ingénierie.
Après quatre ans de fermeture, et dix-huit mois de travaux, la Bibliothèque humaniste rouvre ses portes le 23 juin 2018. L’ajout d’une extension, encadrée par 25 piliers en grès des Vosges, évocateurs d'un livre, et l’aménagement des sous-sols a doublé les surfaces du site. La restructuration a préservé l’aspect architectural néo-roman de la halle aux blés qui évoque une nef d'église.
La charpente métallique de renforcement de la structure, en forme de voutes, imaginée par Rudy Ricciotti, architecte du Mucem de Marseille, ne masque rien du bâtiment originel et le nouveau hall d'accueil dégage largement la vue vers l'agencement intérieur d'origine. Huit maisons anciennes en pan de bois ont été détruites en 2016 lors de la restructuration, ce que regrette la Société pour la conservation des monuments historiques d’Alsace. Elle pointe notamment l'incohérence des destructions dans le cadre d'un projet à vocation patrimoniale.
La présentation de la collection permanente, au premier étage, la rend accessible tant à un large public qu'aux experts. Benjamin Fendler, directeur de la bibliothèque, espère « doubler la fréquentation qui se situait autour de 20 000 visiteurs par an avant les travaux ».
Les nouveaux outils numériques, dont une table numérique composée d'écrans interactifs, offrent une médiation nouvelle entre le patrimoine écrit et les visiteurs.
La Bibliothèque humaniste se caractérise par une volonté forte de médiation s'appuyant sur les richesses du numérique, comme en témoignent la reprise de l'exposition La Bibliothèque la nuit en 2019 et l'aventure interactive Odyssée :  la bibliothèque dont vous êtes le héros en 2022.

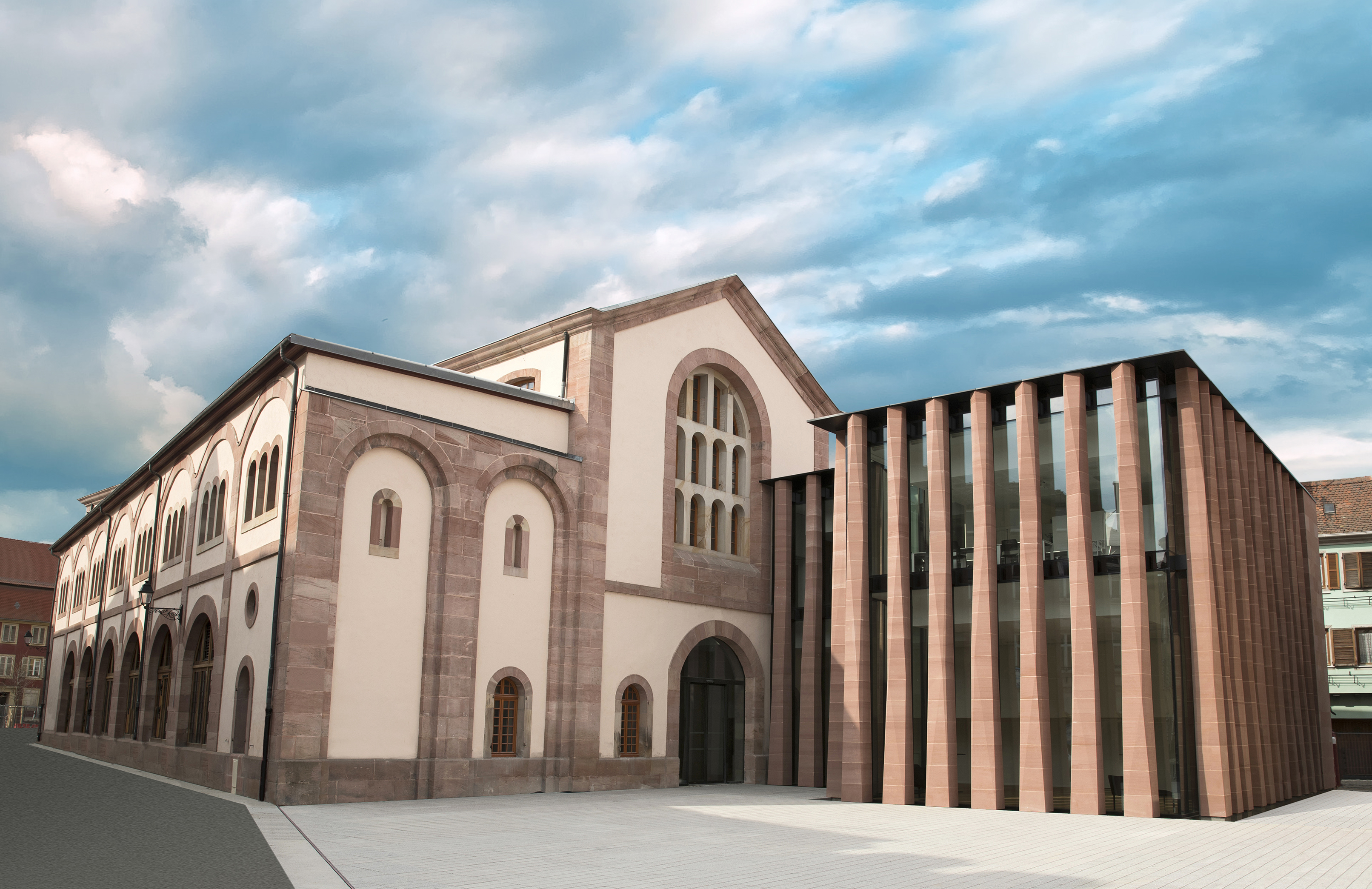
Bibliothèque humaniste, parvis d'entrée, place docteur Kubler
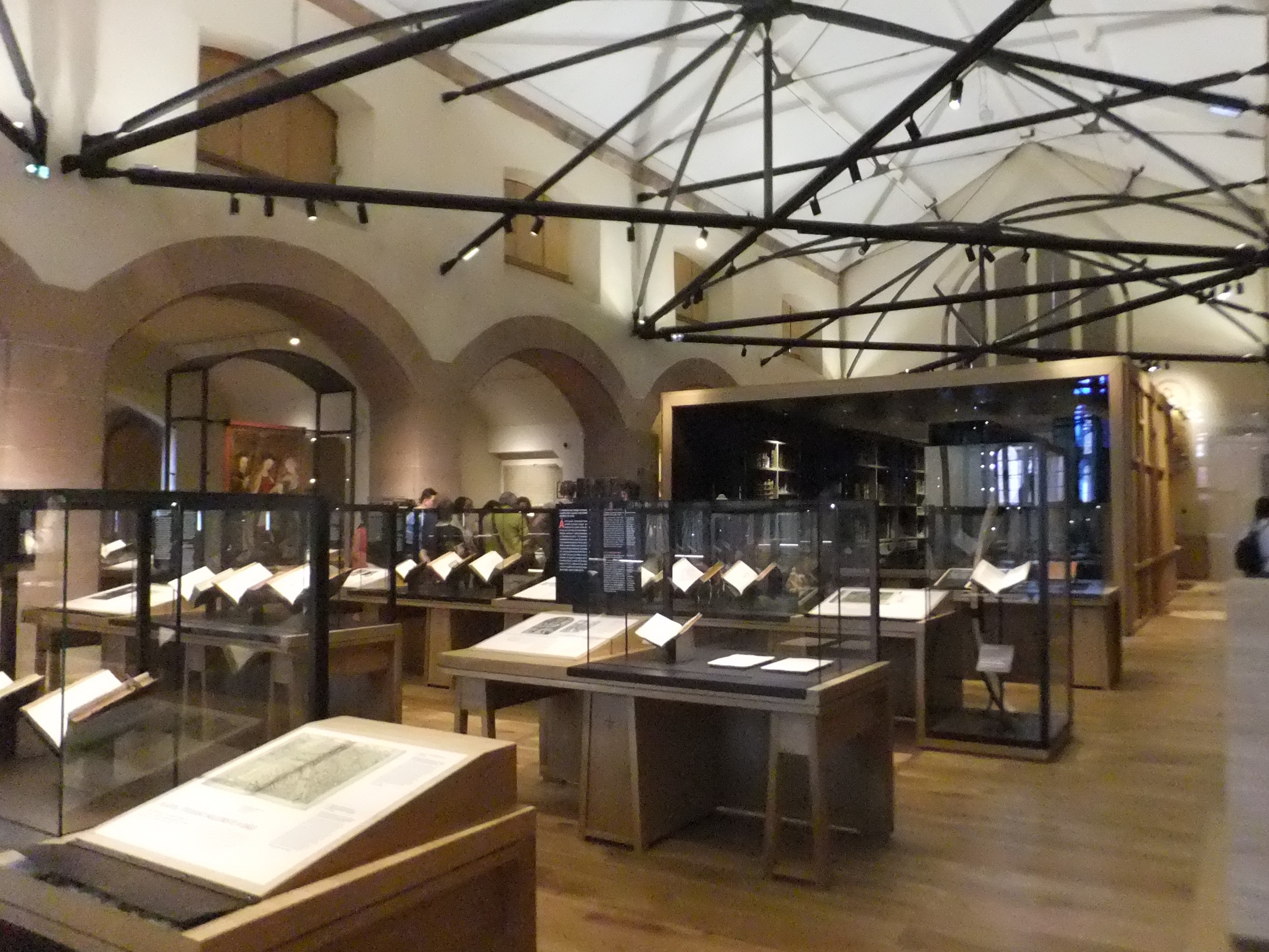
L'exposition permanente, au premier étage

## Les humanistes originaires de Sélestat
La bibliothèque conserve de nombreux ouvrages des humanistes originaires de la ville.
- Beatus Rhenanus (1485-1547)
- Jacques Wimpfeling (1450–1528)
- Martin Butzer (1491–1551)
- Jakob Spiegel (de) (1483–1547)
- Hieronymus Gebwiler (1473–1545)
- Hans Sapidus (1490–1561)
- Jakob Taurellus (1524–1579)